# Колячонок, Владислав Анатольевич
Владислав Анатольевич Колячонок (бел. Уладзіслаў Анатольевіч Калячонак; род. 26 мая 2001, Минск) — белорусский хоккейный защитник, выступающий в НХЛ за «Даллас Старз». Игрок сборной Беларуси.
Воспитанник СДЮШОР БФСО «Динамо». Профессиональную карьеру начал в 2016 году, выступая за юношескую сборную в высшей лиге чемпионата Беларуси. В 2018 году дебютировал в составе юниорской сборной на чемпионате мира среди юниорских команд. В этом же году переехал в Америку и начал выступать в хоккейной лиге Онтарио. В 2019 году был выбран в 2-м раунде под общим 52-м номером клубом «Флорида Пантерз». В сезоне 2020/21 выступал на правах аренды в КХЛ за минское «Динамо». 26 августа 2021 года впервые сыграл в составе национальной сборной Белоруссии в рамках квалификации на зимние Олимпийские игры 2022 года. В январе 2021 года дебютировал в НХЛ в составе клуба «Аризона Койотис», став самым молодым белорусом, когда-либо игравшим в данной лиге. После продажи «Аризоны» перешёл в новообразованный клуб «Юта».

## Биография
Родился 26 мая 2001 года в Минске в семье милиционера. Является воспитанником СДЮШОР БФСО «Динамо». Сама школа называла его «одним из самых талантливых воспитанников». На торжественной линейке, посвящённой закрытию сезона 2017/18 в СДЮШОР БФСО «Динамо», был признан «Спортсменом года».

## Профессиональная карьера

### Карьера в Беларуси
Профессиональную карьеру начал в 2016 году, выступая за юношескую в высшей лиге чемпионата Беларуси. В сезоне 2016/17 также выступал в составе юниорской сборной в том же чемпионате. В высшей лиге Колячонок пробыл до 2018 года, заработав за 90 игр 39 (8+31) результативных очков (с учётом игр в плей-офф).
В 2018 году дебютировал на чемпионате мира среди юниорских команд. Сборная Белоруссии на том турнире заняла восьмое место, а Колячонок за пять матчей забил один гол и отдал одну результативную передачу. На том турнире выступал в первой паре защитников с Ильёй Соловьевым. Оба хоккеиста, вместе с Владимиром Алистровым, были признаны лучшими игроками команды.
15 июня 2018 года стало известно, что Колячонок подписал с минским «Динамо» пробный контракт. В одном из интервью заявлял, что хочет выступать за «зубров». Во время предсезонной подготовки отыграл четыре матча в составе «Динамо» на Кубке губернатора Нижегородской области. В итоге принял решение продолжил карьеру в Северной Америке. Одной из причин, по который выбрал Америку стало то, что за океаном он имеет больше шансов показать себя перед драфтом НХЛ. «У меня здесь много шансов, много времени на льду. Здесь много скаутов, потому что это лучшая лига. Хотя я не слишком много думаю о скаутах или драфте», — сказал в одном из интервью.

### Переезд в Америку
28 июня 2018 года хоккейный клуб «Лондон Найтс», который выступает в хоккейной лиге Онтарио, выбрал Колячонка на импорт-драфте Канадской хоккейной лиги под общим 102-м номером. В августа 2018 года подписал контракт с канадским клубом. 22 сентября дебютирован в лиге в матче против клуба «Уинсор Спитфайрз». Это стал первый и единственный матч в составе «Лондон Найтс», после которого клуб выставил Колячонка на драфт отказов. По правилам лиги, в составе команды могли выступать только два хоккеиста, выбранных на импорт-драфте. Однако клуб подписал американца Адама Бонквиста и, учитывая то, что в составе уже был россиянин Матвей Гуськов, руководство приняло решение расстаться именно с белорусом. Однако долго без команды не пробыл: команда «Флинт Файрбёрдз» забрал Колячонка с драфта отказов и подписал с ним новый контракт. Однако из-за нового подписания им пришлось расстаться с россиянином Никитой Александровым. В 2018 году агент Колячонка Дэн Мильштейн заявил, что белорус "по своему году входит в число лучших защитников не только Беларуси, но и всего мира. По итогу сезона 2018/19 занял второе место среди всех защитников-новичков в лиге, а также он был признан «Лучшим защитником» своего клуба. В своем дебютном сезоне за 53 матча смог набрать 29 (4+25) очков. Также по окончании сезона попал в первую команда новичков хоккейной лиги Онтарио.
В 2019 году вместе с юниорской сборной Белоруссии на чемпионате мира среди юниорских команд в шведском Умео занял пятое место. На том турнире Колячонок выступал с капитанской повязкой и за пять игр набрал 5 (1+4) очков, проиграв в первом матче плей-офф сборной России. По дороге в плей-офф белорусам удалось переиграть сборные Чехии и Финляндии. Колячонок также вошёл в тройку лучшим хоккеистов сборной. В матче против сборной Швейцарии и вовсе был признан лучшим игроком матча. На том турнире Колячонок выступал во второй паре защитников с Дмитрием Козорезом.
В 2019 году был выбран в 2-м раунде под общим 52-м номером клубом «Флорида Пантерз». Перед драфтом Центральное скаутское бюро НХЛ расположило Колячонка на 31 место.

### После драфта
13 сентября 2019 года стало известно, что «Флорида Пантерз» заключила с хоккеистом контракт новичка на три года. Перед этим он был приглашен в тренировочный лагерь клуба, однако после первого отсева игроков покинул его. После этого сезон 2019/20 провёл в хоккейной лиге Онтарио, продолжая выступать за клуб «Флинт Файрбёрдз» с повязкой альтернативного капитана.
В 2020 году дебютировал в составе молодежной сборной Беларуси на чемпионате мира среди молодёжных команд (1 дивизион). На том турнире команда заняла третье место в группе А, а Колячонок смог принять участие всего в двух матчах, в одном из которых отдал результативную передачу. Оставшиеся матчи был вынужден пропустить из-за травмы, полученной на скамейке запасных во время матча против сборной Латвии. На третьей минуте матча хоккеист латвийской команды пытался войти в зону соперников, однако ему помешал белорусский хоккеист, совершив силовой прием, после которого конек первого задел руку Колячонка и нанес ему серьёзную травму.
Из-за пандемии COVID-19 начало сезона 2020/21 в НХЛ было перенесено. Из-за этого Колячонок принял решение остаться в Беларуси и продолжить своё выступление в КХЛ за минское «Динамо» в аренде. 28 октября 2020 года дебютировал в КХЛ в матче против рижского «Динамо». Первый результативный балл смог заработать в 29 ноября в матче против «Локомотива». По итогу в сезоне 2020/21 за 46 матчей в составе «зубров» Колячонок смог набрать 6 (1+5) очков.
6 апреля 2021 года стало известно, что клуб «Флорида Пантерз» отозвал хоккеиста из аренды и отправил его в фарм-клуб «Сиракьюс Кранч». Уже через пять дней Колячонок смог дебютировать в АХЛ в матче против клуба «Ютика Кометс». В своем дебютном сезоне в АХЛ хоккеист провел десять матчей, в которых отдал две результативные передачи. На чемпионате мира 2021 года мог дебютировать в составе национальной сборной Беларуси, однако «Флорида Пантерз» заявили защитника на плей-офф 64-го розыгрыша Кубка Стэнли. Из-за этого хоккеист пропустил чемпионат мира. По итогу в том сезоне хоккеист не смог дебютировать в НХЛ.

### В структуре клуба «Аризона Койотис»
26 июля 2021 года стало известно, что Колячонок перешёл в «Аризону Койотис». Вместе с белорусом «койоты» подписали шведа Антона Строльмана, который вместе с белорусом выступал за «Флориду Пантерз», а также «Флорида» отдала пик во втором раунде драфта-2024. «Аризона» в свою очередь отдала выбор в седьмом раунде драфта-2023.
26 августа 2021 года дебютировал в составе национальной сборной Беларуси в рамках квалификации на зимние Олимпийские игры 2022 года в матче против сборной Польши. На том турнире Колячонок за три игры не смог заработать результативных очков. По итогу сборная Беларуси не смогла пройти квалификацию, проиграв в решающем матче сборной Словакии и заняв второе место в своей группе.
Сезон 2021/22 начинал в фарм-клубе «койтов» «Тусон Роудраннерс». 13 января 2021 года дебютировал в НХЛ в матче против «Торонто Мейпл Лифс» в паре со шведом Виктором Седерстремом. Таким образом Колячонок стал 14-м белорусом, который дебютировал в НХЛ. Он также стал самым молодым белорусом, сыгравшим в НХЛ. Сыграв четыре игры за основную команду и не набрав ни одного результативного очка, хоккеист был отправлен обратно в фарм-клуб. Во время выступления в АХЛ у Колячонка был период, когда он набирал очки в восьми матчах подряд. Свой первый результативный балл в НХЛ хоккеист смог заработать 25 февраля 2022 года в матче против «Лос-Анджелес Кингз». В итоге в сезоне 2021/22 смог провести 32 матча в НХЛ, набрав 3 (1+2) очков. В АХЛ же за 33 матча набрал 14 (2+12) очков.
Сезон 2022/23 почти полностью провел в фарм-клубе. Лишь 2 марта 2023 года смог дебютировать в данном сезоне за основную команду. Этому поспособствовало то, что клуб обменял двух ведущих защитников, а также один из конкурентов белоруса получил травму. Таким образом, в ростере «Аризоны» оставалась всего пять защитников, поэтому было принять решение вызвать Колячонка из фарм-клуба. По итогу за два матча в НХЛ в том сезоне хоккеист не смог заработать результативных очков. А в АХЛ в том сезоне за 74 игру Колячонок заработал 22 (4+18) очко (с учётом плей-офф).

### Переход в «Юту»
В сезоне 2023/24 сыграл за основную команду в пяти матчах, набрав 5 очков (1+4). Все оставшееся время играл за фарм-клуб. В апреле 2024 года хоккейный клуб «Аризона Койотис» был продан предпринимателю Райану Смиту. До этого у клуба было немало проблем, которые руководство не смогло решить. По итогу сделки состав, персонал и тренерский штаб перешли в новообразовавшийся клуб «Юта». На фоне окончания контракта хоккеиста ходили слухи, что минское «Динамо» может вернуть своего воспитанника назад. Однако, несмотря на них, 25 июня 2024 года стало известно, что Колячонок подписал новый двухлетний контракт. Первый год контракт будет двусторонним, а уже во втором сезоне хоккеист будет иметь на руках односторонний контракт. 23 сентября Колячонок принял участие в первом матче новообразовавшегося клуба против «Сент-Луис Блюз». Свою первую официальную игру клуб провел 9 октября 2024 года против «Чикаго Блэкхокс». В ней Колячонок выступал в третьей паре защитников вместе с американцем Иэном Коулом.

## Личная жизнь
24 апреля 2025 года у Владислава и его супруги Марии родился сын.

## Статистика
| Легенда | Легенда                    | Легенда | Легенда                   | Легенда | Легенда    |
| ------- | -------------------------- | ------- | ------------------------- | ------- | ---------- |
| И       | Количество проведённых игр | Штр     | Штрафное время            | +/−     | Плюс-минус |
| Г       | Голы                       | П       | Голевые передачи          | О       | Очки       |
| -       | Статистика неизвестна      | —       | Статистика не учитывалась |         |            |